# Єгоров Ігор Анатолійович
Єгоров Ігор Анатолійович (26 травня 1962) — російський військовий, полковник ФСБ Росії. Відомість отримав у квітні 2020 року як можливий куратор російського шпигуна в Україні Валерія Шайтанова. Співробітник Департаменту контррозвідувальних операцій 1-ї служби ФСБ РФ.

## Життєпис
Єгоров перебував на Донбасі, брав участь у окупації Донбасу російськими військами під позивним «Ельбрус». Його відправили на Донбас як координатора штабу в Луганську, створеного для контролю над окупацією й припинення внутрішніх конфліктів між сепаратистами.
Відомість в Україні він отримав через розслідування шпигунства на користь РФ генерал-майора СБУ Валерія Шайтанова.
Єгоров також є фігурантом справи щодо катастрофи малайзійського Боїнга рейсу МН17. У квітні 2020 року міжнародна група розслідувачів Bellingcat встановила, що «Ельбруса» було включено в список фігурантів справи МН17 спільної розслідувальної групи як представника військового командування РФ, який прибув на Донбас у ті дні, коли туди також було доставлено «Бук», яким збили літак.

## Сім'я
Одружений. Має сина і дочку.